# 野村宗弘
野村 宗弘（のむら むねひろ、1975年2月18日 - ）は、日本の漫画家。広島県広島市東区出身。山陽高等学校卒。千葉県松戸市在住。妻も同じく漫画家の野村知紗（第20回黒潮マンガ大賞準大賞受賞）。

## 来歴
2006年、高知新聞主催「第18回黒潮マンガ大賞」で『ケーブルニヤリ』が準大賞を受賞。
2007年、講談社「第5回イブニング新人賞」で『まなぶ父』が奨励賞を受賞。
『イブニング』（講談社）で読み切り作品『とろける鉄工所』が掲載される。翌年の2007年12月発売の2008年第1号から『とろける鉄工所』連載開始。
2013年4月18日、広島東洋カープ対横浜DeNAベイスターズ戦で「カープ×漫画家」コラボレーション企画の一環として始球式を行った。

## 人物
小学生から漫画を描き、山陽高等学校卒業後、アルバイトをしながら漫画家を目指した。しかし描き方を巡って編集者とケンカばかりし、意欲が薄れた。プロは断念し、25歳で広島市の鉄工所に就職、7年間溶接の仕事をしながら漫画は趣味で続ける。プロデビューのきっかけは、2007年のイブニング新人賞受賞。これを機に漫画家に転向し、松戸に転居した。その時の審査員であった伊藤理佐に、経験を生かして熔接の漫画を描くよう勧められ、『イブニング』編集部に持ち込んだネームがそのまま採用され、『とろける鉄工所』として読み切りで掲載、そのまま連載に至る。広島での居住が長く、広島を舞台にしている作品が多い。妻・野村知紗も広島市内で看護助手をしていた経験を漫画にし、2009年5月から別の雑誌で『看護助手のナナちゃん』の連載をスタート。夫婦で広島弁の作品を生み出している。
近年は劇団うわの空・藤志郎一座のお笑いライブに六角精児のモノマネで出演している。また同劇団のお笑いライブにコント台本を書いたこともある。

## 作品リスト

### 漫画
- とろける鉄工所（イブニング）
- ものものじま（月刊!スピリッツ）

「日本のどこかの島」の、のんびりとした日常を描く。
- いいなぁgood!アフタヌーン（イブニング、随時連載）

野村の担当編集者の「K添嬢」を主人公として、雑誌『good!アフタヌーン』の編集部の日常を描く。
- 十ヶ所くらいの穴（アニ読メ、連載、『そう言やのカナ』1巻に全収録）

一人の女性の繊細で微妙なマリッジブルーの心理を、季節の移り変わりとともに描く連作短篇。
- そう言やのカナ（週刊漫画ゴラク）

37歳求職中の人相の悪い男、惣ちゃんと22歳フリーターの妻、カナの二人を中心としたホームコメディ。
- タイムリミット30分（まんがタイム2010年9月号、読み切り）

『まんがタイム』創刊30周年のゲストとして読み切り掲載。
- お坊様とぼく（アニ読メ、連載中）

過去が謎に包まれているお坊様に無邪気に質問を投げかけるチン君。そしてお坊様は自分の過去を話し始める…。
- カタミグッズ（Kiss PLUS）

- うきわ（やわらかスピリッツ）
  - うきわ、と風鈴。-友達以上、不倫未満-（ビッグコミックスピリッツ）

- 満月エンドロール（イブニング）

- 一畳間の純チャン(近代麻雀オリジナル)

- 秋月あきひろのポジション（イブニング）

- 鉄工所にも花が咲く（Ohta Web Comic）

- ぴっかり職業訓練中（週刊漫画ゴラク)

- 赤ファンのつぶやき

- 赤ファンのつぶやき まさかじゃない! カープ優勝の一年!!

- のんびりヌルントゥルン

- かけおちはスクーターに乗って

### イラスト
- 『マキコミの技術』（著：コグレマサト、いしたにまさき）

- 楽しくわかる職人図鑑 日本の技術を支える人たち

### その他
- マンガでわかる溶接作業（野原英孝との共著）

## 出演
- カープ道 #167 ｢カープ道かるた｣（2020年1月15日、広島ホームテレビ）